# Wake Forest (Caroline du Nord)

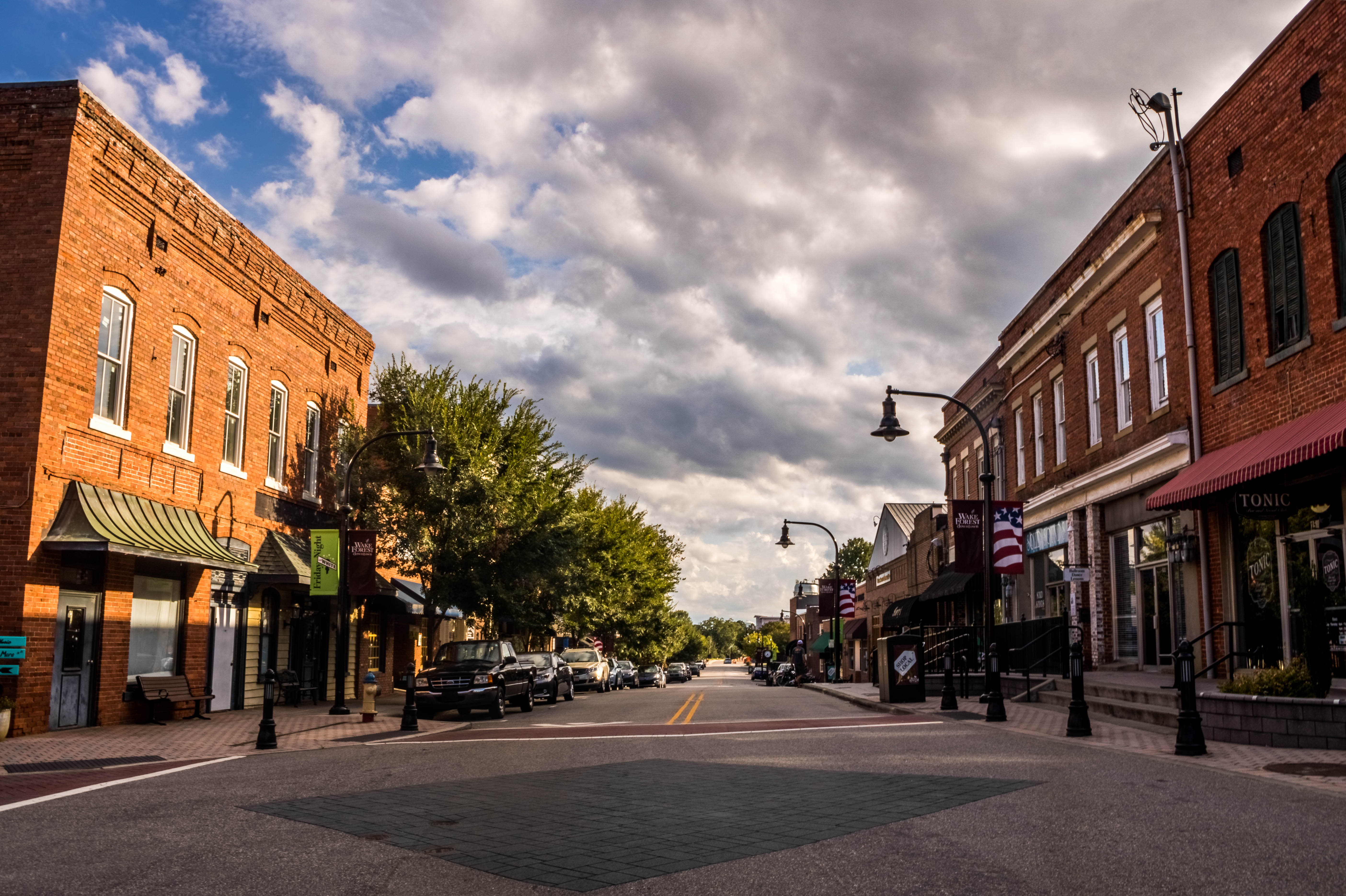
Rue White

Pour l’université, voir Université de Wake Forest.
La ville de Wake Forest est située dans les comtés de Franklin et Wake, dans l’État de Caroline du Nord, aux États-Unis. Sa population s’élevait à 30 117 habitants lors du recensement de 2010, estimée à 40 112 habitants en 2016.

## Démographie
| 1880 | 1890 | 1900 | 1910  | 1920  | 1930  |
| ---- | ---- | ---- | ----- | ----- | ----- |
| 456  | 858  | 823  | 1 443 | 1 425 | 1 536 |

| 1940  | 1950  | 1960  | 1970  | 1980  | 1990  |
| ----- | ----- | ----- | ----- | ----- | ----- |
| 1 562 | 3 704 | 2 664 | 3 148 | 3 780 | 5 769 |

| 2000   | 2010   | - | - | - | - |
| ------ | ------ | - | - | - | - |
| 12 588 | 30 117 | - | - | - | - |

## Culture
Masha Maddouks fonde 2017 en à Wake Forest, le Wake Forest Dance Festival, un festival de danse public présenté par ARTS Wake Forest et en partenariat avec le Wake Forest Department of Parks and Recreations, et en est la directrice artistique.

## Source
- (en) Cet article est partiellement ou en totalité issu de l’article de Wikipédia en anglais intitulé « Wake Forest, North Carolina » (voir la liste des auteurs).